# Světový strom

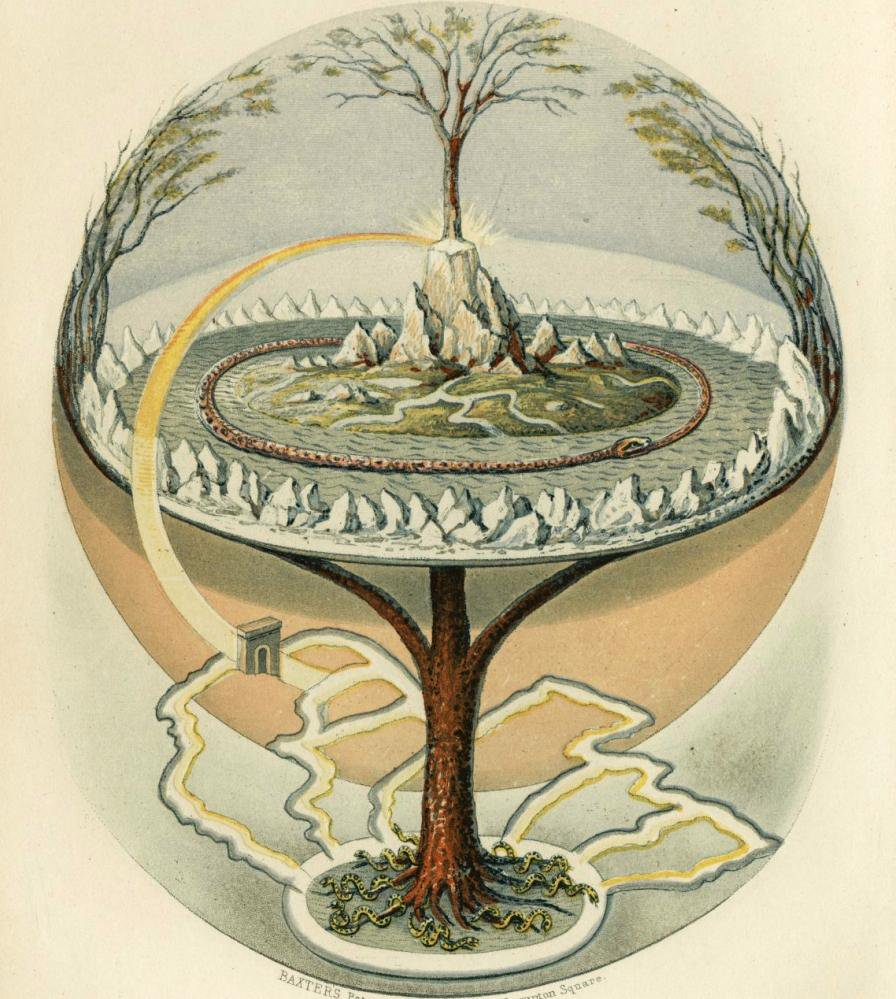
Severský světový strom Yggdrasil na ilustraci Olufa Baggeho, 1847

Světový strom je mytický motiv stromu který představuje osu světa, s kořeny v podsvětí a korunou v nebesích. Je široce rozšířen, především v severní Eurasii, ale neobjevuje se ve všech společnostech, chybí například v mytologii domorodců obývajících bezlesou Patagonii. Bývá úzce spojen s šamanistickými věrskými představami a praktikami. Motiv světového stromu souvisí s obecnou symbolikou stromu, která chápe strom jako symbol věčného života či cyklického znovuzrození, kterou sdílí se stromem života a posvátným stromem.
V některých tradicích se objevuje motiv světového stromu s kořeny v nebesích a korunou v podsvětí. Indolog Michael Witzel takový koncept vysvětluje vírou, že ve dne roste tento strom z podsvětí nahoru a v noci se situace obrací. Příkladem obráceného světového stromu je védský strom 'njagrodha' („dolů rostoucí“) identifikovaný jako banyán, přičemž tento motiv se objevuje také v archeologických nálezech v Jutsku, Finsku, baltských zemích, na Sibiři, v Americe a na Markézách.
Motiv spadá v Motif-Index of Folk-Literature pod A652 'World-tree „světový strom“, přičemž podtypy zahrnují strom rostoucí do nebes, strom visící z nebes, strom v horním světě a nebe jako stinný strom.
K příkladům světových stromů patří:
- severský jasan Yggdrasil[1]
- mayský vlnovec Jaxče[1]
- v arabských zemích se říká že hvězdy jsou plody světového stromu[1]
- podle Asyřanů byl světovým stromem datlovník[1]
- v japonském šintoismu je světový strom reprezentován himorogi, místem, skrze které do světa sestupují kami[2]